# Classe Sokuten
Ne doit pas être confondu avec Classe Sokuten (mouilleur de mines auxiliaire).
La classe Sokuten est une classe de mouilleurs de mines de la Marine impériale japonaise construite entre 1937 et 1944 et ayant servi durant la Seconde Guerre mondiale.
Celle-ci est divisée en trois sous-classes : Sokuten, Hirashima et Ajiro en fonction des différents plans de réarmement japonais (Programmes Maru 3, Maru 4, Maru Kyu et Kai-Maru 5).

## Contexte
En 1937 la Marine impériale du Japon désire de nouveaux mouilleurs de mines pour remplacer la vieille classe Sokuten de mouilleur de mines auxiliaire.

## Les unités
Classe Sokuten : Projet H11 (1937-40)
- Sokuten (Dock Company Yokohama - 27 avril 1938). Coulé le 25 juillet 1944.
- Shirakami (Ishikawajima-Harima Heavy Industries Co., Ltd. Tokyo - 25 juin 1938). Coulé le 3 mars 1944.
- Naryū (Dock Company à Yokohama - 28 août 1939). Coulé le 16 février 1945.
- Kyosai (Ishikawajima-Harima Heavy Industries Co., Ltd. à Tokyo - 29 juin 1939). Retiré du service le 5 septembre 1945. Détruit en 1948.
- Ukishima (Ishikawajima-Harima Heavy Industries Co., Ltd. à Tokyo - 9 décembre 1939). Coulé le 16 novembre 1943.

Classe Hirashima : Projet H11B (1939-43)
- Hirashima (Dock Company Yokohama - 6 juin 1940). Coulé le 27 juillet 1943.
- Hōko (Chantier naval de Tama - 8 septembre 1941). Coulé le 28 septembre 1943.
- Ishizaki (Mitsubishi Heavy Industries Yokohama - 13 août 1941). Retiré du service le 30 novembre 1945. Détruit en 1947.
- Takashima (Nihon Kōkan Corporation Tsurumi-ku - 18 octobre 1941). Coulé le 10 octobre 1944.
- Saishū (Iron Works Ōsaka - 15 novembre 1941). Coulé le 10 octobre 1944. Transfert à la République de Chine en 1947.
- Niizaki (Mitsui Engineering & Shipbuilding Tama - 2 mars 1942). Coulé le 4 octobre 1945.
- Yurijima (Nihon Kōkan Corporation Tsurumi-ku - 4 juillet 1942). Coulé le 14 janvier 1945.
- Nuwajima (Iron Works Ōsaka - 31 juillet 1942). Endommagé le 4 octobre 1945. Détruit en 1947.
- Maeshima (Nihon Kōkan Corporation Tsurumi-ku - 18 avril 1943). Coulé le 21 octobre 1944.
- Moroshima (Hitachi Zosen Corporation - non construit)

Classe Hajiro : Projet H13
- Ajiro (Hitachi Zosen Corporation Osaka - 8 avril 1944). Coulé le 1er octobre 1944.
- 15 bâtiments non réalisés